# المشايعة قبلي
قرية المشايعة قبلي هي إحدى القرى التابعة لمركز الغنايم في محافظة أسيوط في جمهورية مصر العربية. حسب إحصاءات سنة 2006، بلغ إجمالي السكان في المشايعة قبلي 8130 نسمة، منهم 4058 رجل و4072 امرأة.